# Lida Asencios
Lida Violeta Asencios Trujillo es una docente investigadora y especialista en gestión de la educación. Fue ex vicerrectora de investigación de la UNE. Desde mayo del 2021 se desempeña en el cargo de rectora en la Universidad Nacional de Educación Enrique Guzmán y Valle del Perú.

## Biografía
El 31 de mayo del 2021 jura como rectora de la Universidad Nacional de Educación Enrique Guzmán y Valle (La Cantuta) . El período va del 31 de mayo del 2021 al 30 de mayo del 2026.
En 2023, es elegida miembro del Consejo Nacional de Educación.

## Premios y reconocimientos
La Comisión de Educación, Juventud y Deporte del Congreso de la República del Perú brindó homenaje y reconocimiento denominado “Distinción a las Mujeres Rectoras de las Universidades del Perú” entre ellas se encuentra la Dra. Lida Asencios y 12 rectoras mujeres de universidades peruanas. Entre ellas destacanː Jeri Ramón Ruffner, rectora de la Universidad Nacional Mayor de San Marcos; Patricia Julia Campos Olazábal rectora de la Universidad Católica Santo Toribio de Mogrovejo; Di-Yanira Bravo Gonzales, rectora de la Universidad Andina del Cusco así como Felícita Yolanda Peralta Chávez rectora de la Universidad Privada Antenor Orrego. En este homenaje se reconoció que la rectora Asencios Trujillo es la primera rectora mujer en 200 años de vida de la Universidad Nacional de Educación Enrique Guzmán y Valle.